# Clear

اجرای فرمان clear در خط فرمان و پاک شدن صفحه، در uxterm.

clear فرمانی در یونیکس و شبه‌یونیکس برای پاک کردن صفحه خط فرمان است. cls  فرمانی مشابه در DOS است.